# فوکه-وولف اف‌و ۴۷
فوکه-وولف اف‌و ۴۷ هونگایر (کرکس) (به آلمانی: Focke-Wulf Fw 47 Höhengeier) با عنوان داخل کارخانه آ ۴۷ یک هواگرد تک‌باله تک‌موتوره هواشناسی ساخت شرکت فوکه-وولف در آلمان بود که در سال ۱۹۳۱ میلادی به دست ویلهلم بانسمیر طراحی شد.
هدف از تولید این هواگرد جایگزینی هواگردهای پیشین هواشناسی آ ۲۰ و آ ۳۵ بود.

## طراحی و توسعه
سپتامبر سال ۱۹۳۱ میلادی شرکت فوکه-وولف درخواستی برای ساخت یک هواگرد هواشناسی از جانب کورت وگنر، هواشناس آلمانی دریافت کرد.
اف‌و ۴۷ به صورت تک‌باله بال چتری و تا حدود زیادی با پیکربندی مرسوم طراحی شده بود. تنها مورد غیر معمول در طراحی این هواگرد مساحت بال گسترده‌تر آن بود. پیش‌نمونه اولیه در سال ۱۹۳۲ آماده و نخستین پروازهای آزمایشی آن در انجمن صنعت هوانوردی آلمان در تراومونده و پایگاه هواشناسی هامبورگ انجام گرفت و در نهایت برای تجهیز ده مرکز عمده هواشناسی آلمان سفارش داده شد. از این هواگردها بین سال‌های ۱۹۳۴ تا ۱۹۳۶ میلادی در عملیات‌های هواشناسی استفاده به عمل آمد. گفته می‌شود از هواگردهای باقیمانده اف‌و ۴۷ در اواخر جنگ جهانی دوم جهت انتقال گلایدرها نیز افتاده گشت.

## انواع
- آ ۴۷آ (A 47a): پیش‌نمونه با موتور آرگوس آس ۱۰
- آ ۴۷سی (Fw 47C): تولید با موتور آرگوس آس ۱۰سی - ۹ فروند
- آ ۴۷دی (Fw 47D): تولید با موتور آرگوس آس ۱۰دی - ۱۱ فروند
- آ ۴۷ایی (Fw 47E): تولید با موتور آرگوس آس ۱۰ایی

## مشخصات فنی (اف‌و ۴۷سی)

### مشخصات عمومی
- خدمه: ۲ نفر، خلبان و مشاهده‌گر
- طول: ۱۰٫۵۵ متر
- طول بال: ۱۷٫۷۵ متر
- ارتفاع: ۳٫۰۴ متر
- مساحت بال: ۳۵ متر مربع
- وزن خالی: ۱۰۶۵ کیلوگرم
- وزن خالص: ۱۵۸۰ کیلوگرم
- نیرومحرکه: یک موتور پیستونی ۸ سیلندر آرگوس آس ۱۰سی خنک شونده با هوا: ۲۴۰ اسب بخار - ۱۸۰ کیلو وات

### عملکرد
- حداکثر سرعت: ۱۹۰ کیلومتر بر ساعت
- برد: ۶۴۰ کیلومتر
- سرعت اوج‌گیری: ۵۶۰۰ متر